# Контрада
Контрада је насеље у Италији у округу Авелино, региону Кампанија.
Према процени из 2011. у насељу је живело 2041 становника. Насеље се налази на надморској висини од 430 м.

## Становништво
| 1951. | 1961. | 1971. | 1981. | 1991. | 2001. | 2011. |
| ----- | ----- | ----- | ----- | ----- | ----- | ----- |
| 2.961 | 2.800 | 2.387 | 2.526 | 2.638 | 2.874 | 3.005 |